# Witbandberkenlichtmot
De witbandberkenlichtmot (Euzophera fuliginosella) is een vlinder uit de familie snuitmotten (Pyralidae). De wetenschappelijke naam is voor het eerst geldig gepubliceerd in 1865 door Heinemann.
De soort komt voor in Europa.